# Завада, Богдан Алексеевич
Богдан Алексеевич Завада (26 июня 1979, Запорожье — 16 июля 2014, Мариновка, Шахтёрский район, Донецкая область) — лейтенант Национальной гвардии Украины, командир роты спецназа в/ч 3029, погиб в ходе боев за село Мариновка в Донецкой области во время вооружённого конфликта на востоке Украины. Герой Украины (2014, посмертно).

## Биография
Родился 26 июня 1979 года в городе Запорожье.
16 июля 2014 года блокпост Национальной гвардии вблизи Мариновки Донецкой области атаковали около 100 бойцов ДНР с помощью четырёх единиц бронетехники со стороны Степановки и Таран.

## Награды
- Звание Герой Украины c удостаиванием ордена «Золотая Звезда» (19 июля 2014) — за исключительное мужество, героизм и самопожертвование, проявленные при защите государственного суверенитета и территориальной целостности Украинского государства, верность военной присяге (посмертно)[2]